# Louis Dubrau
Louis Dubrau, nom de plume de Louise Janson-Scheidt, née à Bruxelles le 19 novembre 1904 et morte à Wiers le 16 mai 1997 , est une écrivain belge de langue française.
Elle écrit sous un pseudonyme masculin, parce qu’elle se méfie des jugements subjectifs qu’on porte sur les écrits ouvertement signés par une femme.

## Biographie
Sa prime enfance est marquée par le suicide de son père et le remariage de sa mère. Si ces épreuves renforcent son pessimisme cela n'entame pas son désir d'agir : dans la Résistance durant la Seconde Guerre mondiale, à la Croix-Rouge et comme présidente de l'Union des Femmes de Belgique .
À vingt et un an, elle se rend à Paris pour suivre les cours de la Sorbonne et au Collège de France, en élève libre. Elle s'adonne aussi au chant et au dessin. 
Rentrée en Belgique elle publie sous un nom masculin un premier poème en 1934. Après la guerre son œuvre littéraire se développa dans tous les genres: poésie, roman, contes et nouvelles. 
En 1955, le gouvernement belge encourage les écrivains à parcourir les colonies belges. Marie Gevers et Georges Sion reviendront de celles-ci avec des témoignages. Louis Dubrau se rend elle aussi au Congo belge et au Ruanda-Urundi. Elle n'écrit à cette occasion  ni journal de voyage, ni reportage mais un recueil de vingt-quatre poèmes  intitulé Ailleurs sous-titré  Poèmes de l'Équateur.
Au mépris des adieux, 

Douces mains balancées

Voici venir le temps de n'être plus que la pensée

Toute-puissante d'un ailleurs.
Pendant la guerre, elle se lance dans la politique, milite pour la cause des femmes. Mais elle abandonne tout engagement politique quelques années après la fin de la guerre.
Elle voyage alors régulièrement, seule, souvent à des moments critiques ou dans des conditions dangereuses, ce qui lui inspire l’écriture de plusieurs reportages et récits.
Elle en membre du Pen Club Belgique, association d'écrivains qui défend les droits à la liberté d'expression.
En 1957, Louis Dubrau se rend en Turquie, au Liban, en Syrie, Jordanie, Irak et Iran. Elle revient avec un livre qui sera publié deux ans plus tard en 1959 intitulé :  La Fleur et le turban. Il s'agit cette fois de descriptions des villes et des sites parcourus. Mais l'auteure donne toujours la priorité aux êtres rencontrés plutôt qu'aux points de vue, aux curiosités classées et aux monuments, bien qu'elle ne résiste pas au plaisir de décrire les paysages qui l'ont fascinée. Elle méprise aussi le confort du tourisme, voyage souvent sans guide, dans des « voitures fraîchement arrachées à la ferraille »
Son ouvrage qui a suivi son voyage sur l'ile Maurice, la Réunion et Madagascar  s'apparente à un essai sous le titre : Les Îles du Capricorne. Maurice, La Réunion, Madagascar. Elle a réuni une documentation abondante sur ces pays mais ce qui caractérise l'auteur c'est la vertu d'attention, attention aux objets et surtout aux êtres.
De son voyage en Haïti l'auteur revient avec un reportage qui prend la forme d'une communication à l'Académie le 14 octobre 1978.
À plus de quatre-vingts ans Louis Dubrau parcourt le Gabon toujours à sa manière, sans confort, à la recherche d'ailleurs. Elle a perçu là les limites de la convergence de l'identité d'elle-même et de celle de l'autre,,

## Prix et reconnaissance
- Elle est élue au fauteuil 5 de l’Académie royale de langue et de littérature françaises de Belgique  le 6 mai 1972.
- Elle remporte le prix Victor-Rossel en 1964 pour À la poursuite de Sandra

## Œuvres
- Zouzou, roman, Bruxelles, Belgique, Éditions du Cheval de Bois, 1936, 181 p.
- Louise, contes, Paris, Éditions Albert, 1938, 1938
- Présences, poèmes, Bruxelles, Belgique, Éditions Cahiers du Journal des Poètes, 1937, 53 p. (OCLC 49998540)
- Amour, délice et orgue, aphorismes, Bruxelles, Belgique, Éditions La Maison du poète, 1940, 53 p.
- Abécédaire, Paris, Éditions Corrêa, 1939, 61 p. (BNF 32048730)
- Le Destin de Madame Hortense, roman policier, Bruxelles, Belgique, Éditions A. Beirnaerdt, coll. « Le Jury », 1942, 173 p.
- L’Arme du crime, roman policier, Bruxelles, Belgique, Éditions A. Beirnaerdt, coll. « Le Jury », 1942
- Malherbe et son école, essai, Bruxelles, Belgique, Éditions Labor, 1943
- L’An quarante, roman, Bruxelles, Belgique, Éditions Le Carrefour, 1945, 195 p. (BNF 32048732)
- Un seul jour, roman, Paris, Éditions Corrêa, 1947, 231 p. (BNF 32048734)
- Pour une autre saison, poèmes, Antibes, France, Éditions des Îles de Lérins, 1948 n.p. (OCLC 33112845)
- La Part du silence, roman, Bruxelles, Belgique, Éditions L’Écran du Monde, 1950, 254 p.
- L’Arbre de connaissance, contes, Bruxelles, Belgique, Éditions La Maison du Poète, 1951, 127 p.
- Double jeu, nouvelles, Bruxelles, Belgique, Éditions L'Écran du Monde, 1952, 160 p.
- L’Autre Versant, roman, Bruxelles, Belgique, Éditions La Renaissance du Livre, 1953, 147 p. (OCLC 37669356)
- Ailleurs, poèmes de l'équateur, Paris, Librairie les Lettres, 1956, 48 p. (BNF 32048731)
- Le Temps réversible, poèmes, Malines, Éditions A. Légier, coll. « Le Trou dans le Ciel », 1958
- Les Passantes, nouvelles, Bruxelles, Belgique, Éditions La Renaissance du livre, 1958, 203 p. (BNF 34801796)
- La Fleur et le Turban, nouvelles, Bruxelles, Belgique, Éditions Brepols, 1959, 123 p. (BNF 32986975)
- La Belle et la Bête, roman, Bruxelles, Belgique, Éditions La Renaissance du Livre, 1961, 179 p. (OCLC 221136109)
- À la poursuite de Sandra, roman, Paris, Albin Michel, 1963, 239 p. (BNF 32986973), réédité , Uccle, Belgique, Éditions Névrosée, 2019, 248 p.  (ISBN 978-2-931048-12-2) - Prix Victor-Rossel 1964
- Comme des gisants, roman, Paris, Albin Michel, 1964, 237 p. (BNF 32986974)
- Les Îles du Capricorne. Maurice, La Réunion, Madagascar, récit, Bruxelles, Belgique, Éditions André De Rache, 1967, 88 p. (BNF 32986976)
- Le Bonheur cellulaire, Bruxelles, Belgique, Éditions Pierre De Meyère, coll. « des 200 », 1968, 88 p. (OCLC 422061139)
- Les Témoins, roman, Bruxelles, Belgique, Éditions André De Rache, 1969, 59 p. (BNF 36205440)
- Le Cabinet chinois, roman, Bruxelles, Belgique, Louis Musin éditeur, 1970, 156 p. (BNF 35425259)
- À part entière, roman, Bruxelles, Belgique, Éditions La Renaissance du Livre, 1974, 157 p.
- Jeu de massacre, nouvelles, Bruxelles, Belgique, Éditions Pierre de Méyère, 1977, 155 p. (BNF 35426905)
- Rencontres, Bruxelles, Belgique, Éditions Le Cormier, 1980, 48 p. (hors commerce) (BRB : BD 31.228/32)
- Les Imaginaires, roman, Bruxelles, Belgique, Éditions La Renaissance du Livre, 1982, 157 p.– Prix littéraire de la Communauté française 1981
- La Femme forcée, roman, Bruxelles, Belgique, Éditions La Rose de chêne, 1985, 132 p. (OCLC 19870085)
- Le clown vend ses lunettes, aphorismes, Bruxelles, Belgique, Éditions Le Cormier, 1991, 67 p.
- Profils perdus, nouvelles, Bruxelles, Belgique, Éditions de l'ARLLFB / Éditions Le Cri, coll. «Nouvelles inédites», 2004, 281 p.  (ISBN 2-87106-355-9)

## Sur l’auteur
- Frédéric Kiesel, Louis Dubrau, Bruxelles, Belgique, Éditions Pierre de Méyère, coll. « Portraits », 1971, 80 p. (BNF 35167477)
- Georges-Henri Dumont, Des Belges aventureux, Bruxelles, Éditions Le Cri, 2005, 237 p. (ISBN 2-87106-382-6), p. 217 à 226